# Eths
Eths — французская метал-группа из Марселя. Она возникла в марте 1999 года на основе трёх марсельских групп: Melting Point, Shockwave и X-Krutia.

## История
В 1996 году Стеф и Грег основали группу, которая получила название «What’s The Fuck?». На протяжении года они искали подходящий вокал, и в 1997 году познакомились с Кандис Клот, одновременно с этим изменив название группы на «Melting Point». Под этим названием они играли на протяжении двух лет. Однако группа не имела постоянного ударника, и в 1999 году до будущих «ETHS» дошла новость о том, что группу Shockwave покидает барабанщик Гийом. Под влиянием своих друзей из группы «Coriace» Гийом присоединился к Кандис, Грегу и Стефу. С того момента и началась история ETHS. Группа, носящая имя Melting Point, дала свой первый концерт на местном музыкальном фестивале. После этого концерта под влиянием «Coriace» летом они вновь переименовались и стали «HETS», но вскоре, ознакомившись со значением этого слова на английском, они решили немного его изменить; в итоге родилось имя ETHS.
В том же 1999 группа выпускает демозапись. Поначалу стиль группы критики охарактеризовали как Hop-Core. Фанаты, а также сами музыканты, негативно отреагировали на подобное заявление. В ответ критикам группа записывает свой следующий демо-диск Autopsie, содержащий 7 треков, с более высоким, агрессивным вокалом, добавленным к нему очень тяжёлым звуком и множеством эффектов.
Уже став довольно известными у себя на родине, они решают на этом не останавливаться и рассылают свои CD во всевозможные интернет-магазины, что помогает им добиться признания и за рубежом.
В сентябре 2002 года группа приступает к записи следующего своего EP из 6 треков, получившего название Samantha. В базовом варианте песня Spasme должна была войти на этот CD, но под давлением своего менеджера его решили заменить на Encore (Version II). Samantha получился ещё более тяжёлым, чем Autopsie, что не могло не понравиться фанатам по всему миру. Группа совершает туры по Европе, все концерты проводятся при полностью заполненных помещениях. Количество фанатов группы возрастает очень сильно. Больше всего известности ETHS принёс 2003 год, когда их упоминают практически во всех печатных изданиях, посвящённых рок-музыке, клипы группы крутят по TV, а их треки появляются на многих сборниках и компиляциях.
После более чем 200 концертов группа заработала себе репутацию в мире альтернативной музыки, известность группы растёт очень быстро, фанаты хотят большего и ожидают от группы полноценного альбома. В 2004 году музыканты приступают к его записи. Дизайн обложки они поручают команде Oxomfx. В новый альбом ETHS планировали включить 12 треков, основу которых составляли бы бас и ударные. Основная часть альбома записывается в студии «Update», что в городе Салерн, некоторые треки они дописывали уже в пригороде Парижа в студии Sriracha, в сотрудничестве с Serge Begnis. Когда запись была закончена, сведение взяли на себя участники группы Watcha — Fred и Pendule, а окончательный мастеринг «Soma» делал Жан-Пьер Буке.
После выхода Soma для ETHS все складывается с безумной скоростью: интервью идут один за другим, группу приглашают на различные мероприятия и крупные фестивали, в том числе группа засветилась и на Rocksound, где они шокировали всех своим невероятным звучанием с нового CD. Но этим ETHS обязаны не просто везению, за спиной у ребят был более чем заслуженный опыт, ведь группа на тот момент существовала уже 5 лет.
После оглушительного успеха на Rocksound группа пускается в тур по Франции вместе с Lofofora и Babylon Pression, не забыв заглянуть при этом и в Бельгию и Швейцарию. ETHS занимают высокую, вполне достойную позицию в современной альтернативной музыке, и доказывать им это уже совсем необязательно.
В сентябре 2012 года вокалистка Кандис Клот объявила об уходе из ETHS. На смену ей пришли 2 временные вокалистки: Nelly Wood (группы Eightfist, Nel Wood and the Charlatans) и Virginie Goncalves (группа Kells). Французская группа ETHS объявила о том, что новой вокалисткой группы стала Рашель Асп.
Асп получила известность благодаря участию в программе «La France À Un Incroyable Talent», французской версии шоу «В Америке есть таланты». Она является вокалисткой французской дэт-метал-группы DIVIDEAD и принимала участие в записи песни «Fireblast» для нового альбома KERION.
В 2016 году Стефан Биль объявил о распаде группы. В 2017 году группа сыграла последние концерты уже в первоначальном составе.
15 декабря 2022 года на официальной странице Eths в Facebook появился статус «Eths 2023». Немного позже группа объявила, что выступит на Hellfest в июне 2023 года.

## Стиль музыки
Группа исполняет музыку в стиле грув-метал с элементами мелодичного дэт-метала, металкора и альтернативного метала, сочетая в себе женский экстрим-вокал, тяжёлые гитарные риффы и брейкдауны.

## Состав группы

### Последний состав
- Кандис Клот — вокал (1999—2012, 2017)
- Стефан «Стеф» Биль — вокал, гитара, программирование (1999—2016, 2017)
- Грегори «Грег» Рувьер — гитара (1999—2013, 2017)
- Гийом — ударные (1999—2006, 2017)
- Росвелл — бас-гитара (1999—2006, 2011—2015, 2017)

### Бывшие музыканты
- Рашель Асп — вокал (2013—2016)
- Дэмиан Револьяр — бас-гитара (2011—2016)

## Дискография

### Демо-альбомы
- Eths (1999, demo)

### Мини-альбомы
- Autopsie (2000, EP)
- Samantha (2002, EP)
- Ex Umbra In Solem (2014, EP)

### Студийные альбомы
- Soma (2004, DP)
- Teratologie (2007, DP)
- III (2012, DP)
- Ankaa (2016, DP)

### Сборники
- Autopsie/Samantha (2004)
- The Best of Eths (2017)

## Клипы
- Samantha (2002)
- Crucifere (2004)
- Bulimiarexia (2008)
- Adonai (2012)
- Nihil Sine Causa (2016)